# Bombina orientalis
Bombina orientalis é uma espécie de sapo semi-aquático de pequenas dimensões (4 cm) presente na Coreia, nordeste da China e regiões adjacentes da Rússia. Perto de Pequim existe uma população introduzida. São mantidos normalmente como animais de estimação em terrários.

## Descrição
Bombina orientalis é a espécie mais facilmente reconhecida de Bombina. São tipicamente verdes com manchas pretas no dorso, mas podem ser mais escuros, castanhos ou até pretos dependendo do cenário apresentado. Tal como outras espécies de Bombina, Bombina orientalis têm a região ventral com uma cor que vai desde o amarelo brilhante até ao vermelho (normalmente laranja-avermelhado) pintalgado com castanho escuro ou preto. A pelo no seu dorso é coberta de tubérculos.
São conhecidos pelas sua colaração preta e verde claro no seu dorso e preto e laranja brilhante na parte ventral. Na natureza, B. orientalis come vários tipos de pequenos artrópodes aquáticos (entre outras coisas) de onde obtêm Caroteno, o que ajuda na coloração das suas barrigas. Estas cores brilhantes servem para avisar predadores da sua toxicidade. A toxina é secretada através da pele, principalmente nas patas traseiras e por vezes na barriga, consistindo numa substância leitosa excretada quando a rã é perturbada ou assustada. Não só emitem esta toxina, como também se deitam de costas para mostrar a cor da barriga, indicando a sua toxicidade.

## Habitat
Como outras espécies de Bombina, B. orientalis é principalmente aquática, habitando regiões de floresta húmida e quente. Passam a maior parte do tempo na água, entre vegetação densa.

## Reprodução
O acasalamento ocorre na Primavera com o aquecimento do tempo e aumento da precipitação. Os machos chamam as fêmeas com um coachar suave. Saltam para as costas de qualquer outro sapo-de-barriga-de-fogo que passe, levando por vezes a confusão macho-macho, mas raramente resultando em lutas. As fêmeas põem entre 40 a 100 ovos num grande aglomerado, normalmente à volta de plantas submersas, perto da borda da água. Os girinos eclodem dos ovos em 3-10 dias dependendo da temperatura da água. As larvas começam a desenvolver-se em 6-8 semanas, e estão completamente metamorfoseadas e começam a aventurar-se em terra após 12-14 semanas.

## Em cativeiro
Nos Estados Unidos, B. orientalis é mantida comummente como animal de estimação. Geralmente a espécie dá-se bem em cativeiro se estiver colocada em água de boa qualidade. São normalmente alimentadas com pequenos grilos polvilhados com um pó de cálcio. Também podem ser alimentados com outros insectos pequenos.
São normalmente alimentados com comida viva. Só caçam presas que se mexem, ignorando qualquer item que seja muito lento ou parado. Por vezes, podem mesmo largar uma presa que não ofereça resistência suficiente.
Apesar de não ser o anfíbio mais tóxico, manuseamento regular não é recomendado (evitar se têm ferimentos nas mãos) e as mãos devem ser lavadas profundamente imediatamente após tocar na rã ou de limpar o tanque. Apesar de inofensiva para a pele da maioria, se ingerido pode causar algum desconforto. Devido à sua toxicidade baixa, estes animais não devem ser mantidos junto da maioria de outros tipos de rã ou anfíbios.
Quando mantidos em cativeiro, é importante fornecer esconderijos adequados. Eles tendem a passar a maior parte do seu tempo à tona em água sem cloro até ao nível do pescoço ou completamente imersos.
Porque membros do género Bombina têm línguas redondas e curtas que não podem ser puxadas para fora da boca, sapos-de-barriga-de-fogo não podem cuspir itens que forem colocados na sua boca por acidente. Por isso, os seus terrários não devem incluir gravilha de um tamanho que seja acidentalmente ingerido.